# Johannes van Moorsel
Johannes Franciscus van Moorsel, né le 9 juillet 1902 à Groningue et mort le 27 août 1977 à Rotterdam, est un arbitre néerlandais de football. Il a été arrêté par les Allemands en 1944 et envoyé en Allemagne. 

## Carrière
Il a officié dans une compétition majeure :
- Coupe du monde de football de 1934 (1 match)